# Tollarp
Tollarp è una località (tätort in svedese) del comune di Kristianstad (contea di Scania, Svezia) con una popolazione era di 3.284 abitanti nel 2010.
Si trova a circa 16 km a sud-ovest della città di Kristianstad, lungo l'autostrada E22 tra Malmö e Kristianstad (Malmövagen).